# Vrhaveč
Vrhaveč är en ort i Tjeckien.   Den ligger i regionen Plzeň, i den västra delen av landet, 120 km sydväst om huvudstaden Prag. Vrhaveč ligger 429 meter över havet och antalet invånare är 811.
Terrängen runt Vrhaveč är kuperad åt sydost, men åt nordväst är den platt. Runt Vrhaveč är det ganska glesbefolkat, med 23 invånare per kvadratkilometer. Närmaste större samhälle är Klatovy, 5,6 km norr om Vrhaveč. I omgivningarna runt Vrhaveč växer i huvudsak blandskog.